# Annette Brissett
Annette Brissett là một ca sĩ reggae người Jamaica.

## Tiểu sử
Brissett sinh ra ở Jamaica và hát trong nhà thờ khi còn nhỏ cũng như học chơi trống từ anh trai, trước khi cùng gia đình đến thành phố New York khi mới 12 tuổi. Đầu những năm 1970, bà bắt đầu sự nghiệp của mình với tư cách là một tay trống, chơi với ban nhạc reggae nữ Steppin'Razor và những hỗ trợ từ các ca sĩ người Jamaica. Bà cũng bắt đầu sự nghiệp ca hát, làm việc với nhà sản xuất Lloyd Barnes và hãng thu Bullwackies hay Wackies của ông. Một trong những ca sĩ tham quan mà bà đã làm việc cùng là Marcia Griffiths, và lấy cảm hứng từ nhóm của Griffiths I Threes, Brissett thành lập Sistren vào giữa những năm 1980. Brissett cũng đã viết "I Shall Sing", đã trở thành một hit cho Griffiths. Album solo đầu tay của bà, Love Power, được phát hành vào năm 1986, nhưng không tạo được ảnh hưởng và bà chuyển đến Miami. Bà tiếp tục thu âm và biểu diễn với các album tiếp theo được phát hành vào những năm 1980 và 1990, bao gồm album Annette năm 1992, được thu âm với Sly &amp; Robbie.
Brissett trở thành một phần quan trọng của bối cảnh reggae Miami và đã làm việc với một số ca sĩ hàng đầu của Jamaica bao gồm Hopeton Lindo, Marcia Griffiths, và Beres Hammond, người mà bà có một đĩa đơn số một trong bảng xếp hạng reggae Nam Florida với bản song ca "There For You".
Năm 2006, nghệ sĩ thị giác người Jamaica Errol "Elgo" Lewis đã trưng bày bộ sưu tập 25 bức tranh lấy cảm hứng từ các bài hát của Brissett tại Thư viện nghiên cứu và thư viện nghiên cứu người Mỹ gốc Phi (AARLCC) ở Fort Lauderdale, Florida.

## Danh sách đĩa hát
- - Love Power (1986), [./https://en.wikipedia.org/wiki/Wackies Wackies]
  - Gun Shooting Raw (1987), Sastan - Annette Brissett and Sistren
  - Get up and Dance (1991), Zodiac/[./https://en.wikipedia.org/wiki/VP_Records VP]
  - Annette (1992), Imp/[./https://en.wikipedia.org/wiki/Ras_Records RAS]
  - Name of Life (2002), [./https://en.wikipedia.org/wiki/JVC_Victor JVC Victor]
  - Lift Your Head Up (2010), TAC